# Ajay
Ajay (auch Ajoy) ist ein vorwiegend männlicher, aber auch weiblicher Vorname in Indien. Er bedeutet so viel wie „der Unbesiegbare“. Dieser Name gehört zu den 30 beliebtesten indischer Vornamen. 

## Bekannte Namensträger
- Ajay Desai (1956/1957–2020), indischer Experte für Wildtiere und Tierschutz
- Ajay Devgan (* 1969), indischer Schauspieler
- Ajay Jayaram (* 1987), indischer Badmintonspieler
- Ajay Kakkar, Baron Kakkar (* 1964), britischer Mediziner, Politiker und Life Peer
- Ajoy Kar (1914–1985), indischer Filmregisseur
- Ajay Naidu (* 1972), US-amerikanischer Schauspieler

## Geographische Objekte
- Ajay (Fluss) in Bihar, Jharkhand und Westbengalen